# Llac submarí

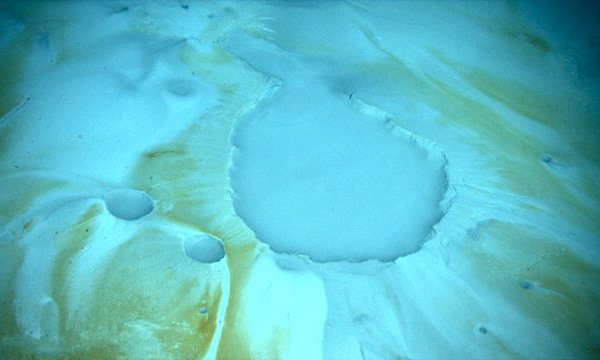
Cràters que marquen la formació d'un llac salí submarí.

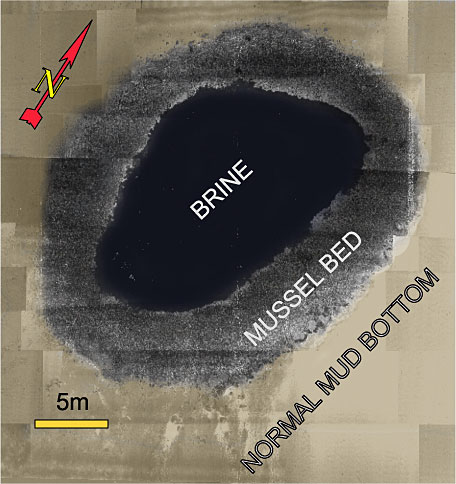
Llac submarí al Golf de Mèxic.

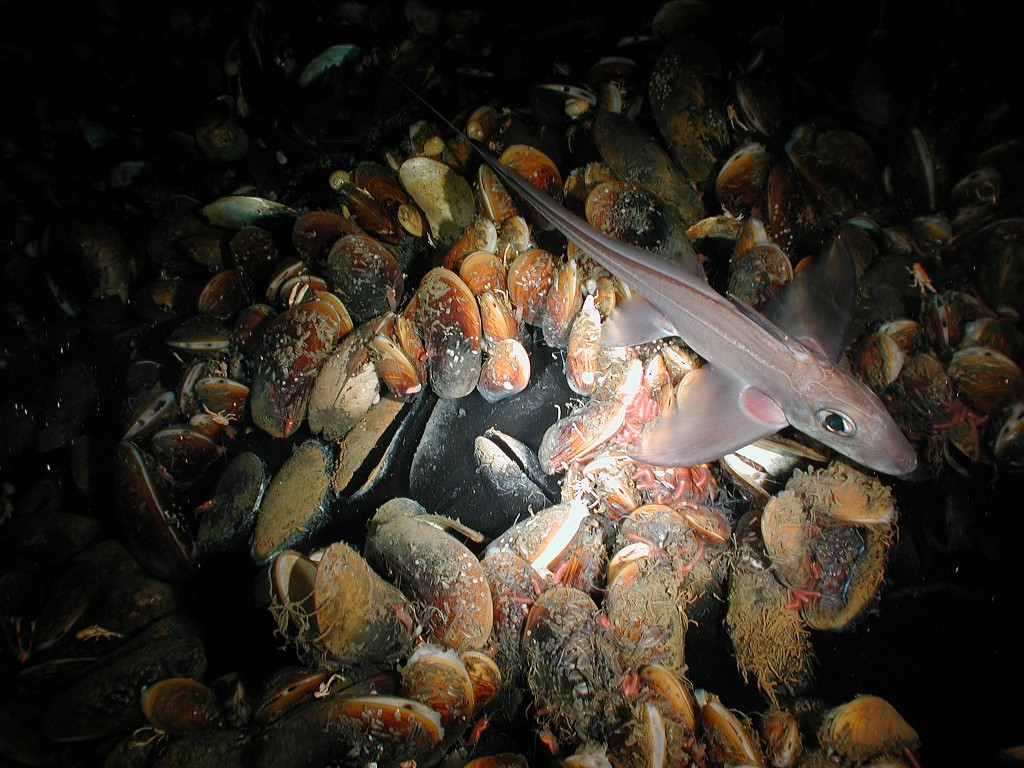
Chimaeridae en la vora d'un llac submarí.

Un llac salí submarí,en anglès:brine pool, ("bassa de salmorra") és una gran zona de salmorra en el llit de l'oceà. Aquests llacs són masses d'aigua que tenen una salinitat de tres a cinc vegades més gran que l'oceà que els envolta. En els llacs salins submarins la font de la seva sal és la dissolució de grans quantitats de dipòsits de clorur de sodi a través de la tectònica de la sal. Aquesta salmorra sovint conté en dissolució metà el qual proporciona energia a animals que fan la quimiosíntesi i viuen al llac salí. Aquests organismes solen ser extremòfils. També se sap que existeixen llacs submarins salins a l'Antàrtida

## Exemples
- Conca L'Atalante
- Conca Orca